# Morti nel 1211
| Questa pagina contiene informazioni ricavate automaticamente dalle voci biografiche con l'ausilio del template Bio e di un bot. L'aggiornamento è periodico e automatico e ricostruisce completamente la pagina. Se manca una persona in questa lista, sei pregato di non aggiungerla, ma accertati piuttosto che la sua voce biografica contenga il template Bio e che i dati anagrafici siano correttamente compilati. Se il template Bio manca, inseriscilo tu stesso o, in alternativa, metti l'avviso {{tmp\|Bio}} che ne segnala la mancanza. Se i dati riportati sono sbagliati, correggi direttamente la voce biografica; le modifiche saranno visibili in questa lista entro pochi giorni. Per chiarimenti vedi il progetto biografie. La lista contiene solo le 17 persone che sono citate nell'enciclopedia e per le quali è stato implementato correttamente il template Bio. Pagina aggiornata al 18 ago 2025. |

- 21 febbraio - Aimone di Briançon, arcivescovo cattolico e nobile
- 13 marzo - Umberto IV da Pirovano, cardinale italiano
- 14 marzo - Pietro Gallozia, cardinale e vescovo cattolico italiano
- 16 maggio - Miecislao IV di Polonia, sovrano polacco
- 30 maggio - Gregorio Carelli, cardinale italiano
- 9 agosto - Guglielmo de Braose, IV signore di Bramber, nobile britannico
- 3 novembre - Alpaide, beata francese
- Alessio III Angelo, imperatore bizantino
- Aram di Delhi, sultano
- Eufrosina Ducena Camatera, imperatrice bizantina
- Kaykhusraw I, sultano
- Tommaso Morosini, patriarca cattolico italiano
- Shizuka Gozen, danzatrice giapponese (n. 1165)
- Svjatoslav III Igorevič, nobile russo (n. 1176)
- Ugone I di Arborea, sovrano (n. 1178)
- Urraca del Portogallo, principessa portoghese (n. 1148)
- Roger de Lacy, militare e nobile inglese (n. 1170)